# Malá Skála
Malá Skála (Duits: Kleinskal) is een Tsjechische gemeente in de regio Liberec en maakt deel uit van het district Jablonec nad Nisou. Malá Skála werd voor het eerst vermeld in 1422 en telde 1066 inwoners in 2006, het heeft geen stadsrechten. Vrij vertaald betekent Malá Skála "Kleine Rots", in het Duits heet de gemeente Kleinskal. 
De gelijknamige hoofdstad van het district Jablonec nad Nisou ligt noordwestelijk van Malá Skála.

## Stadsdelen
- Bobov
- Křížky
- Labe
- Malá Skála
- Mukařov
- Sněhov - een dorp die ongeveer één kilometer ten noorden van Malá Skála is gesitueerd. Op 74 adressen (2009) woonden er 139 mensen (2001).[1][2]
- Vranové deel 1 - aan het linkeroever van de Jizera
- Vranové deel 2 - aan de rechteroever van de Jizera
- Záborčí - ten westen van Vranové
- Želeč - een vallei in het zuidoosten van Mukarov stadsdeel Jablonec nad Nisou

## Bezienswaardigheden
- Vranovský hřeben (Vranov)
- Boučkův statek - Tegenwoordig Galerie en Gasthof (U Boučku)
- Kasteel Zbiroh
- Drábovna - Felsenburg en Felslabyrinth
- Suché skály, een rotsformatie in het Boheems Paradijs

## Bekende persoon
Erika Häuser - geboren op 28 mei 1925, stiefmoeder van de Duitse componist Michael von Biel.

## Fotogalerij

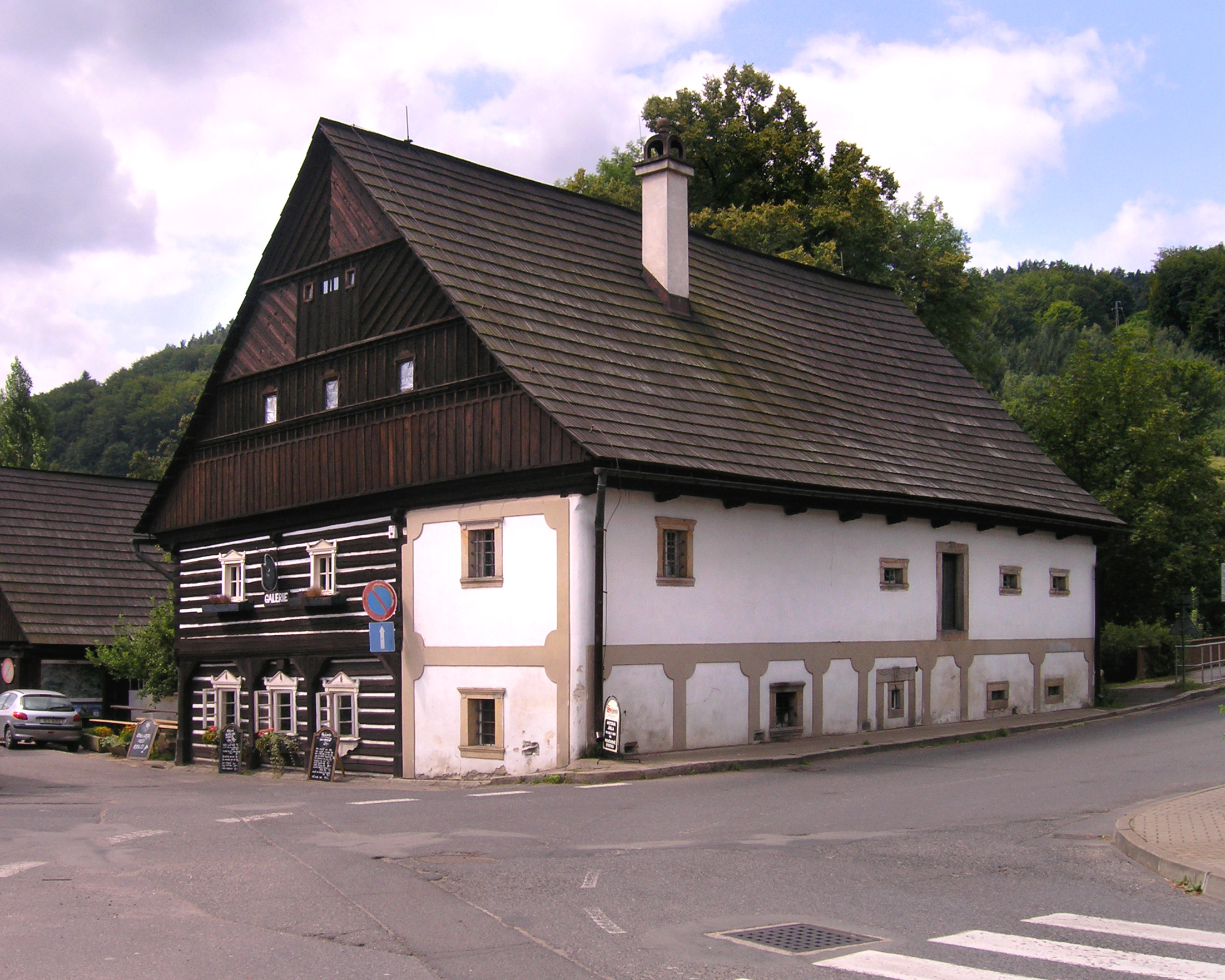
Bouček boerderij aan de zuidzijde van Malá Skála, nummer 12
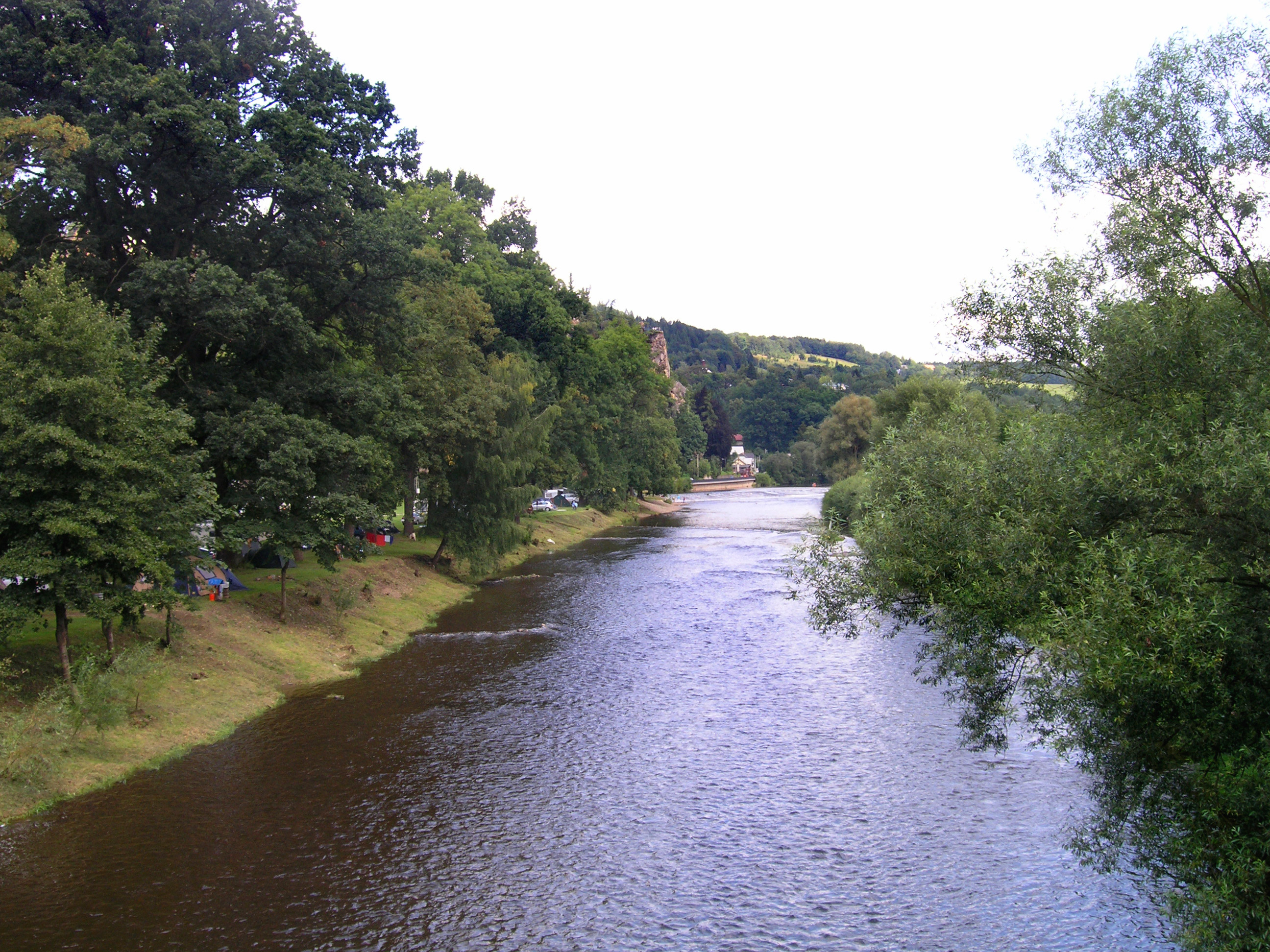
Rivier Jizera in Malá Skála
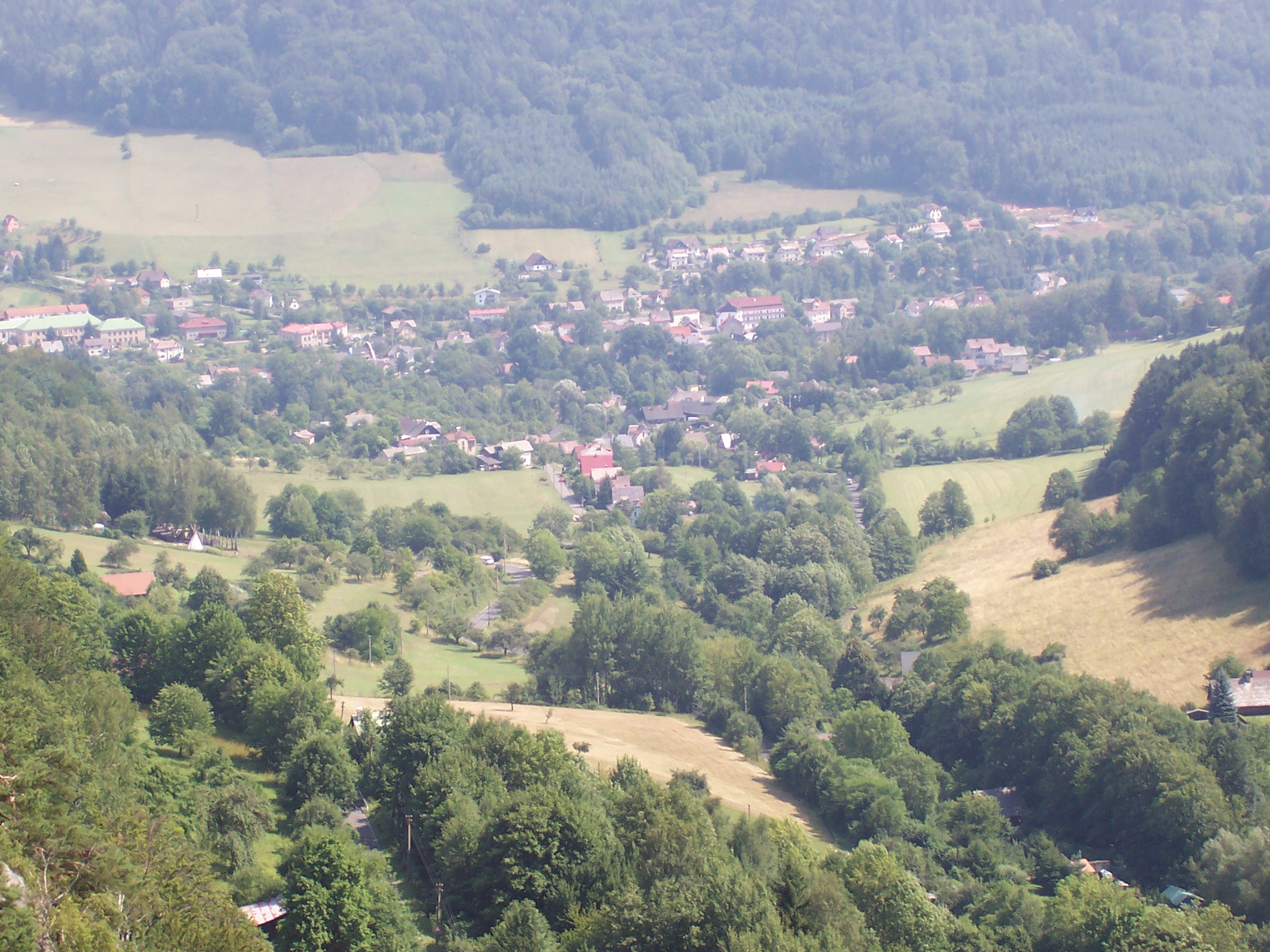
Uitzicht op het kasteel Frýdštejn (Friedstein)
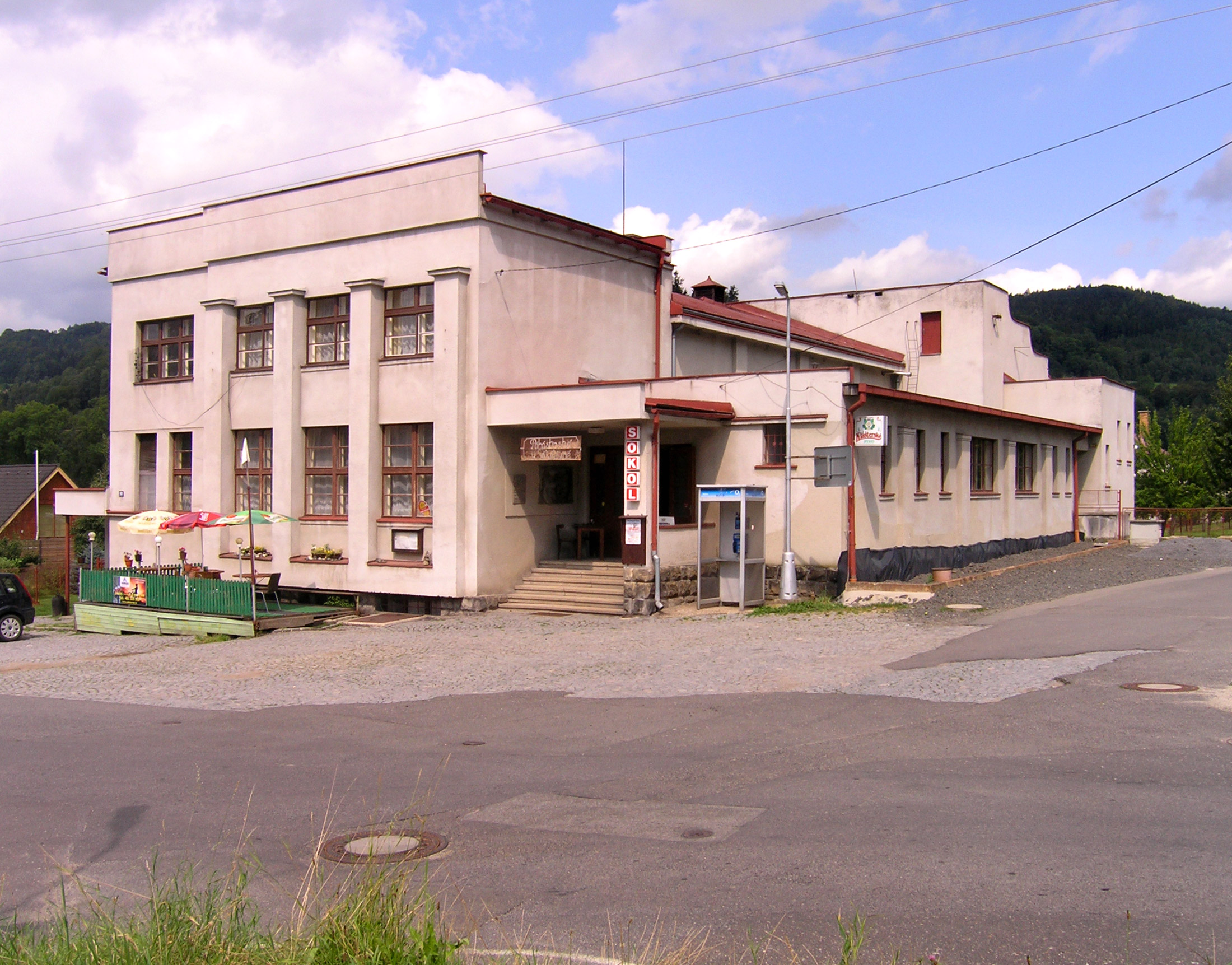
Kohlovna (gymnasium in Malá Skála)
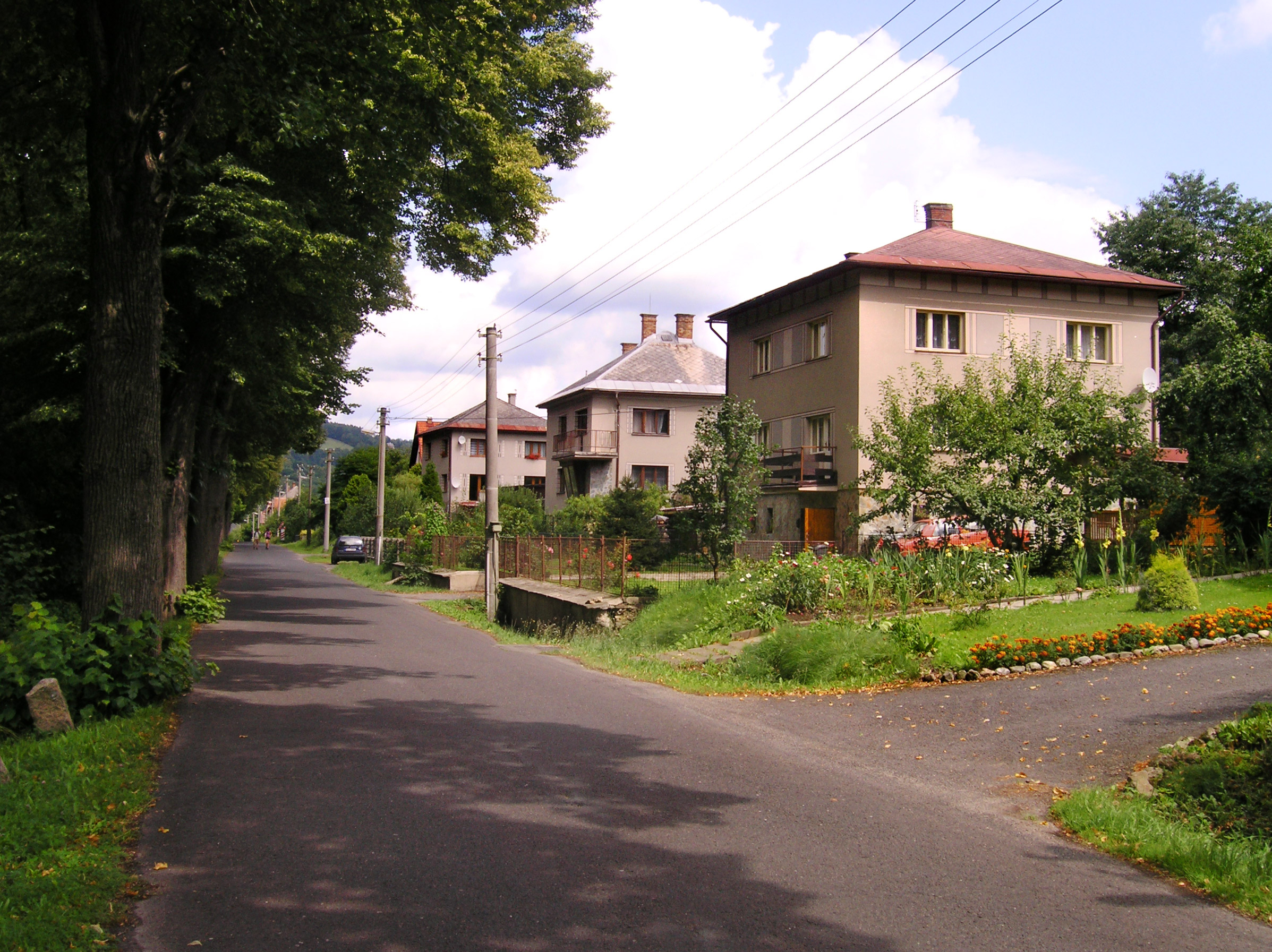
Villa's in Vranové (stadsdeel 1)

Albrechtice v Jizerských horách · Bedřichov · Dalešice · Desná · Držkov · Frýdštejn · Harrachov · 
Jablonec nad Nisou · Janov nad Nisou · Jenišovice · Jílové u Držkova · Jiřetín pod Bukovou · Josefův Důl · Koberovy · Kořenov · Líšný · Loužnice · Lučany nad Nisou · Malá Skála · Maršovice · Nová Ves nad Nisou · Pěnčín · Plavy · Pulečný · Radčice · Rádlo · Rychnov u Jablonce nad Nisou · Skuhrov · Smržovka · Tanvald · Velké Hamry · Vlastiboř · Zásada · Zlatá Olešnice · Železný Brod